# تپه ب ورزقان
تپه ب ورزقان مربوط به هزاره اول قبل از میلاد - دوره اشکانیان است و در ۱ کیلومتری جنوب شرقی ورزقان واقع شده و این اثر در تاریخ ۱۲ شهریور ۱۳۸۶ با شمارهٔ ثبت ۱۹۳۵۰ به‌عنوان یکی از آثار ملی ایران به ثبت رسیده است.